# Смілянська Валерія Леонідівна
Вале́рія Леоні́дівна Сміля́нська (нар. 11 червня 1935, Київ — 5 листопада 2023, Київ) — український літературознавець, доктор філологічних наук (1984), заслужений діяч науки і техніки України (1997).
Лауреат державної премії з науки і техніки 2017 р. за роботу «Шевченківська енциклопедія».

## Біографія
Народилася 11 червня 1935 року. Батько — український письменник і літературознавець Леонід Іванович Смілянський. 1958 закінчила українське відділення філологічного факультету Київського університету імені Тараса Шевченка. 1961—1963 працювала в Державному музеї Т. Г. Шевченка (нині — Національний музей Тараса Шевченка). З 1966 р. — у відділі шевченкознавства Інституту літератури імені Тараса Шевченка НАН України Національної академії наук України. У 2001—2014 рр. — завідувач відділу шевченкознавства, керівник науково-видавничого проекту «Шевченківська енциклопедія». Член експертної комісії ВАК України (1993—1998). Як запрошений професор викладала в університеті «Києво-Могилянська академія» (1994—1995, 1996—2001).

## Наукова діяльність
Наукові зацікавлення: поетика Шевченка (наратологія та рецептивна естетика), історія шевченкознавства. Авторка кількох монографій, понад сотні статей у журналах і збірниках, Шевченківському словнику, Шевченківській енциклопедії та інших фахових виданнях.

### Окремі видання
- «Стиль поезії Шевченка (суб'єктна організація)» (1981).
- «Біографічна шевченкіана (1861—1981)» (1984).
- «"Святим огненним словом…" Тарас Шевченко: поетика» (1990).
- «Структура і смисл: Спроба наукової інтерпретації поетичних текстів Тараса Шевченка» (2000; у співавт. із Н. П. Чаматою).
- «Шевченкознавчі розмисли» (збірник наукових праць) (2005).
- «З поля шевченкознавства» (збірник наукових праць) (2019).
- «Леонід Смілянський: життя у слові. Критико-біографічний нарис (до 55-річчя з дня відходу)» (2022).

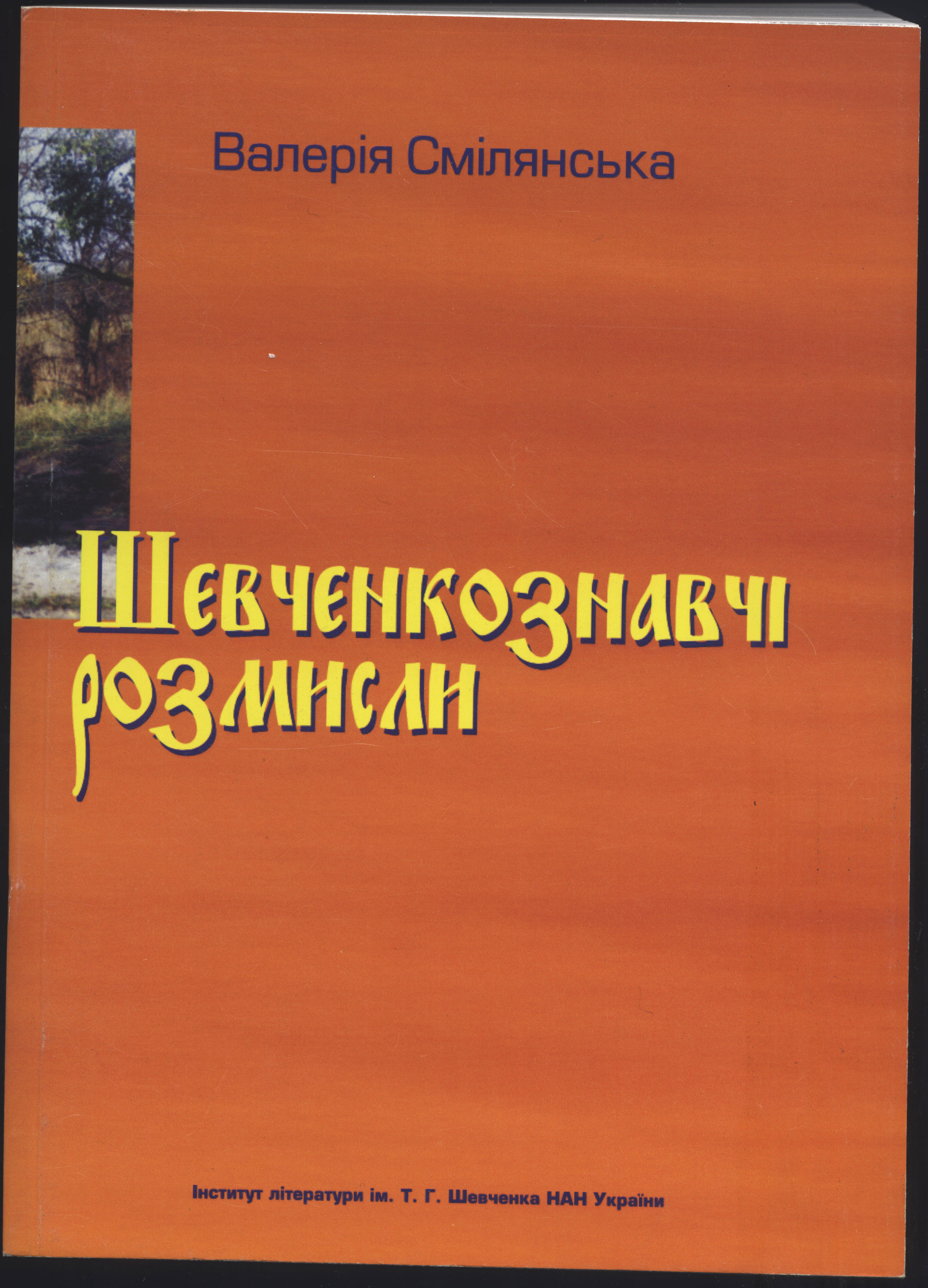

### Розділи до колективних праць
- «Шевченкознавство: Підсумки і проблеми» (1975).
- «Творчий метод і поетика Т. Г. Шевченка» (1980).
- «Т. Г. Шевченко: Біографія» (1984).
- «Питання текстології. Т. Г. Шевченко» (1990).
- «Інститут літератури ім. Т. Г. Шевченка НАН України, 1926—2001: Сторінки історії» (2003).

### Упорядкування, передмови та примітки
В. Смілянська автор передмов до упорядкованих нею видань А. Тесленка, М. Костомарова.
Упорядник книг Л. Смілянського: «Твори» у 4 т. (1970—1971), «Поетова молодість» (1984), «Вибране» (2005). Дослідниця здійснила підготовку тексту, написала передмову, ґрунтовні коментарі та створила покажчик до видання О. Кониського «Тарас Шевченко-Грушівський. Хроніка його життя» (1991), а також переклала з російської, із післямовою та коментарями книгу М. Чалого «Життя і твори Тараса Шевченка (звід матеріалів до його біографії)» (2011).
Співупорядник: Повного зібрання творів Шевченка у 12 т. (1989—1990. Т. 1—2, видання не завершене), «Листи до Тараса Шевченка» (1993), Повного зібрання творів Шевченка: У 12 т. (2001—2013. Т. 1—2, 6).
Науковий редактор Шевченківської енциклопедії (1, 3, 5 (разом із О. Боронем), 6 т.).